# 913
سنة 913 م كانت سنة بسيطة تبدأ يوم الجمعة (الرابط يظهر نموذج التقويم الكامل للسنة) من التقويم اليولياني. بدأت تسمية السنة ب913 منذ العصور الوسطى المبكرة، عندما أصبح تقويم أنو دوميني هو الأسلوب السائد في أوروبا لتسمية السنوات.

## مواليد
- المنصور بالله الفاطمي
- شبتاي دونولو

## وفيات
- أبو بكر الوشاء
- محمد بن عبد الملك الطويل